# Johann Gottlob Immanuel Breitkopf
Johann Gottlob Immanuel Breitkopf, född 23 november 1719 i Leipzig, död där 28 januari 1794, var en tysk boktryckare.
Breitkopf var son till Bernhard Christoph Breitkopf, som 1719 hade upprättat ett boktryckeri och stilgjuteri i Leipzig, som inom kort vann högt anseende, samt 1725 ett bokförlag (framför allt var han Johann Christoph Gottscheds förläggare).
Breitkopf bedrev universitetsstudier, fick 1745 överta faderns boktryckeri och blev 1762 delägare i bokförlagsaffären, som han ärvde 1777. Genom sin förbättring av fraktursnittet, grundat på Albrecht Dürers försök till en geometrisk konstruktion av bokstäverna, kunde han undvika att frakturstilen undanträngdes av den latinska.
Av stor vikt är den av Breitkopf genomförda omgestaltningen av det på 1470-talet uppfunna nottrycket med rörliga typer (1754), varigenom man kunde samtidigt trycka systemlinjerna och dithörande nottecken. Dittills hade musikhandeln varit hänvisad till dyrbart kopparstick, klumpigt typtryck och framför allt avskrifter; men Breitkopf blev grundläggare av den moderna musikhandeln med tryckta noter. Därjämte utövade han en ganska betydande litterär verksamhet.
Sonen Christoph Gottlob Breitkopf (1750–1800), övertog 1794 faderns affär, men överlät den 1795 till Gottfried Christoph Härtel.